# Махмуд и Мариам
«Махмуд и Мариам» (азерб. Mahmud və Məryəm) — роман азербайджанского писателя Эльчина Эфендиева, повествующий о любви сына хана Гянджи — Махмуда и дочери христианского священника Мариам на фоне событий средних веков, происходящих на территории Азербайджана и Ближнего Востока, в эпоху правления шаха Исмаила. Впервые роман был опубликован в 1983 году. На русском языке роман был опубликован в 1984 году Баку в журнале «Литературный Азербайджан».
Сюжет романа (в общем виде) «Махмуд и Мариам», не претендующего на строгую историчность, Эльчин позаимствовал из дастана «Асли и Керема», сюжет которой составляет история трагической любви юноши-азербайджанца к девушке-армянке. В этом романе писатель, по словам филолога Вагифа Арзуманова, «в запоминающихся картинах передал историко-политическую атмосферу времени, ряд его проблем».
Роман начинается как рассказ о жизни сына хана Гянджи — Махмуда. Затем повествование набирает широту. Махмуда волнует не только любовь, но и судьба родного края, раздумья о человеческих судьбах, его занимают глубокие философские размышления. Согласно Арзуманову, в романе 16-летний Махмуд из балованного ханского сынка превращается в человека, «озабоченного проблемами извечного гуманного свойства», что становится лейтмотивом произведения. Вслед за любимой Махмуд покидает родной город, родную страну, и многое начинает понимать.
По словам литературоведа Акифа Гусейнова, в этом романе Эльчин использует различные приёмы, внезапные переходы повествования, неожиданные изменения сюжета. Как отмечает Гусейнов, в романе «Махмуд и Мариам» сопрягаются мир грёз и мир действительности. Согласно литературоведу Бекиру Набиеву в этом романе исторический материал перекликается с мотивами народно-поэтического творчества.
Сам автор в своей статье «Время и слово», называя свой роман историко-философским романом, писал:
Собираюсь писать историко-философский роман «Махмуд и Марьям», используя мотивы «Асли и Керема», с раннего утра до позднего вечера мысли заняты только этим, и в памяти непроизвольно всплывают отдельные факты мировой истории, всевозможные исторические романы.
В 2013 году по мотивам романа был снят одноимённый фильм, совместного производства Азербайджана и Турции.